# Stade municipal de Hammam Lif
 (avril 2025).
Le stade municipal de Hammam Lif  (arabe : الملعب البلدي بحمام الأنف) est un stade sportif multidisciplinaire de Hammam Lif (Tunisie) renouvelé en 2003. 
Il accueille les matchs du Club sportif de Hammam Lif. Sa capacité d'accueil est de 15 000 spectateurs.